# Pello Bilbao
Pour les articles homonymes, voir Bilbao (homonymie).
Pello Bilbao López de Armentia est un coureur cycliste espagnol né le 25 février 1990 à Guernica, membre de l'équipe Bahrain Victorious. Il a notamment terminé cinquième du Tour d'Italie en 2020 et 2022 et remporté deux étapes de cette même course en 2019 ainsi que la 10e étape du Tour de France 2023. Il est également champion d'Espagne du contre-la-montre en 2020.

## Biographie

### Dans les catégories inférieures
Après avoir pratiqué d'autres sports, Pello Bilbao découvre le cyclisme sur le tard, à 14 ans, pour faire comme ses amis. Il achète son premier vélo de course à un camarade de lycée pour 120 euros. Il est issu d'une famille étrangère au monde de sport, son père travaille dans un concessionnaire automobile et sa mère est professeur d'histoire.
En 2008, il rejoint la Fondation Euskadi en deuxième année junior (moins de 19 ans), grâce à un programme de bourses pour aider les talents du Pays basque. Cette année-là, il est également le premier cycliste à participer au programme d'échange de la Fondation. De ce fait, durant les deux premières semaines de septembre, il réside à Marseille pour participer à diverses courses, dont le Giro della Lunigiana en Italie, inscrit dans les rangs du Vélo-Club La Pomme Marseille. L'année suivante, il rejoint les amateurs l'équipe Naturgas Energía pendant deux ans. Il remporte plusieurs courses en Espagne, dont le championnat du Pays basque sur route espoirs (moins de 23 ans) en 2010. En 2011, il rejoint l'équipe continentale basque Orbea Continental, avec qui, il participe au Challenge de Majorque, la Clásica de Almería et le Tour d'Andalousie. 

### 2011-2013: découverte du World Tour avec Euskaltel-Euskadi
En mars 2011, Pello Bilbao intègre en cours de saison la mythique équipe basque Euskaltel-Euskadi, qui court en World Tour. Euskaltel avait besoin de renforts en raison de diverses blessures de coureurs. Cependant, juste avant sa première course, le Critérium international, il chute à l'entraînement et subit une fracture qui reporte ses débuts en mai. Pour sa première saison, il termine notamment deuxième du Tour de Vendée, devancé au sprint par Marco Marcato, ainsi que septième de la Prueba Villafranca. En 2012, il se classe dixième du Tour des Asturies, puis septième l'année suivante.

### 2014-2016:	passage chez Caja Rural-Seguros RGA
La formation Euskaltel-Euskadi disparaît en fin d'année 2013, Bilbao rejoint alors en 2014 l'équipe continentale professionnelle Caja Rural-Seguros RGA. Il gagne cette année-là la Klasika Primavera devant Gorka Izagirre, puis se classe troisième du Circuit de Getxo et sixième du Tour de Burgos. En août, il dispute le Tour d'Espagne, son premier grand tour. 
En 2015, il est vainqueur du classement général du Tour de Beauce et d'étapes du Tour de Castille-et-León (quatrième du classement final et leader pendant une journée) et du Tour de Turquie. Pour son deuxième Tour d'Espagne, il passe proche de la victoire lors de la 8e étape, où il est battu lors d'un sprint massif par Jasper Stuyven. En 2016, il s'impose à nouveau lors d'une étape du Tour de Turquie (où il est leader pendant trois jours avant d'abandonner) et prend la deuxième place du Tour de Castille-et-León. Durant cette saison, il obtient de nombreux tops 10, que ce soit sur les courses d'un jour, les étapes ou les classements généraux.

### 2017-2019: trois saisons pleines avec Astana
Les bonnes performances de Pello Bilbao lui permettent de retrouver le World Tour en 2017, en s'engageant avec la formation Astana, qui le recrute notamment pour aider Fabio Aru en montagne. En mai de cette année, il participe à son premier Tour d'Italie pour épauler Dario Cataldo qui termine quatorzième du général. Le mois suivant, il termine dixième du Tour de Suisse, ce qui constitue son premier top 10 dans un classement général d'une course World Tour. En fin de saison, il fait partie de l'équipe Astana qui gagne le classement par équipes du Tour d'Espagne. Il termine 23e, tandis que ses leaders Miguel Ángel López et Aru sont respectivement huitième et treizième.
Pour sa première course de la saison 2018, il termine septième du Tour de la Communauté valencienne. Quelques mois plus tard, il termine huitième du Tour du Pays basque, après avoir terminé quatre des six étapes dans le top 10. Le 16 avril, il gagne en solitaire la première étape du Tour des Alpes et dédie sa victoire à Michele Scarponi. Il porte le maillot de leader pendant une journée. Il poursuit sur sa grande forme au Tour d'Italie, où il termine sixième du général, au soutien de son leader Miguel Ángel López (troisième). Il s'agit du premier top 10 sur un grand tour pour Bilbao. Quelques semaines plus tard, après une échappée où il est le seul à résister au retour des favoris, il gagne en solitaire la sixième étape du Critérium du Dauphiné, signant sa première victoire sur le World Tour. Lors du Tour d'Espagne, il joue un rôle d'équipier pour Miguel Ángel López qui termine troisième du général.
En 2019, il confirme sa progression. Dès février, il est troisième du Tour de la Communauté valencienne, puis également troisième du Tour de Murcie, où il remporte une étape. Sur sa lancée, il se classe quatrième du Tour d'Andalousie. En mai, alors qu'il est à nouveau équipier de Miguel Ángel López, il remporte deux étapes du Tour d'Italie, dont l'étape reine au sommet du Monte Avena,. Fin juin, il est vice-champion d'Espagne du contre-la-montre. Il participe ensuite à son premier Tour de France, où il termine deuxième de la 12e étape, devancé lors d'un sprint à trois par Simon Yates. Se sentant peu considéré par une partie de la direction sportive, il quitte l'équipe Astana à l'issue de cette saison pour rejoindre la formation Bahrain-McLaren. 

### Depuis 2020: de coureur protégé à leader chez Bahrain

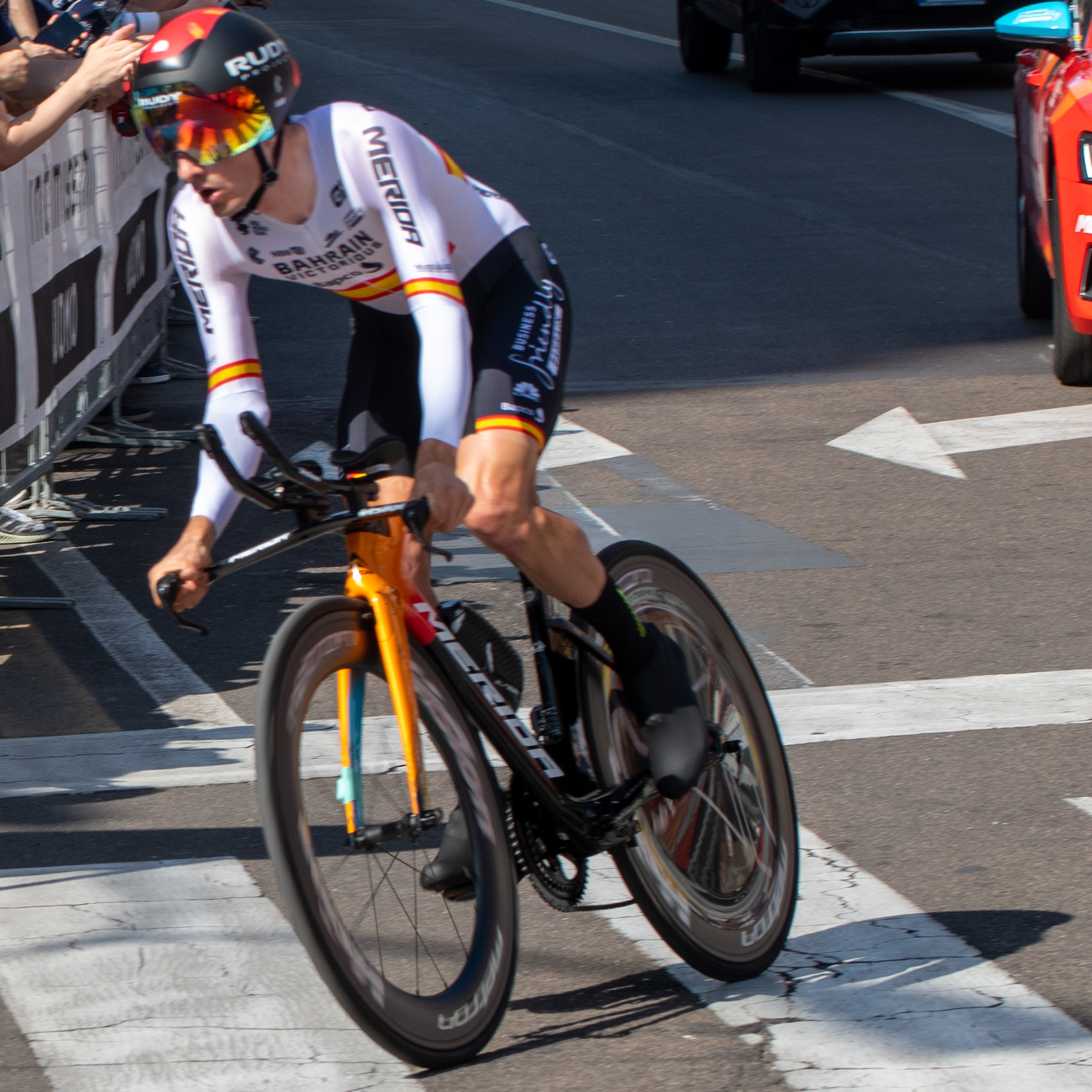
Pello Bilbao lors du Tour d'Italie 2021, avec son maillot de champion d'Espagne du contre-la-montre.

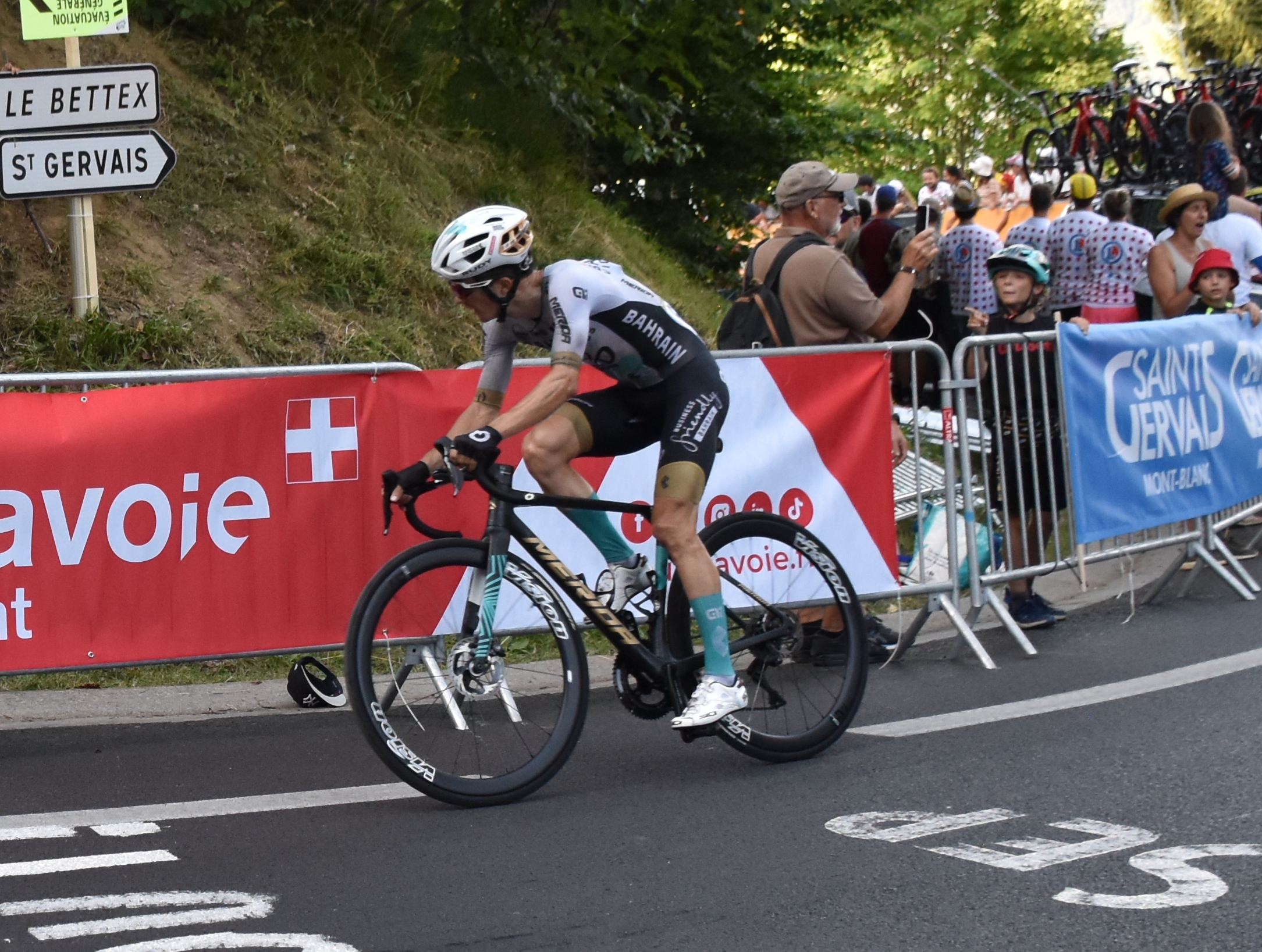
Pello Bilbao - Tour de France 2023 - 15e étape.

En 2020, Pello Bilbao devient l'équipier de son ami Mikel Landa pour sa première année chez Bahrain-McLaren. Avant l'arrêt des courses en raison de la pandémie de Covid-19, il se classe sixième du Tour d'Andalousie. À la reprise des courses durant l'été, il remporte en août le titre de champion d'Espagne du contre-la-montre devant le vétéran Luis León Sánchez et Gorka Izagirre. Bilbao est ensuite d'une aide précieuse pour Landa (quatrième) et Damiano Caruso (dixième) sur le Tour de France, mais c'est surtout sur le Tour d'Italie où il se révèle. Il enregistre son meilleur résultat sur un grand tour, en se classant cinquième au classement général, après avoir figuré pendant douze étapes sur le podium provisoire de la course.
Il réalise une saison 2021 avec des performances similaires. Le 16 mars, il décroche son premier top 10 sur une classique World Tour en terminant dixième des Strade Bianche. Le mois suivant, il est quatrième du Grand Prix Miguel Indurain et sixième du Tour du Pays basque. Lors du Tour des Alpes, il remporte la quatrième étape à l'issue d'un sprint à trois, devant Aleksandr Vlasov et Simon Yates. Ce dernier remporte le général final devant Bilbao. Il est ensuite au départ du Tour d'Italie, en tant qu'équipier pour Mikel Landa. Cependant, celui-ci abandonne rapidement la course après une chute lors de la cinquième étape et c'est Damiano Caruso qui reprend le rôle de leader. Après le travail d'équipe de Bilbao, Caruso remporte l'avant-dernière étape de la course avant de se classer deuxième au général, tandis que Bilbao termine finalement treizième du général. Il enchaine ensuite avec le Tour de France, où il se montre régulier tout au long de la course et termine neuvième du général, son meilleur classement en trois participations.
En 2022, à 32 ans, il est promu leader sur de nombreuses courses et assume totalement ce rôle, réalisant la meilleure saison de sa carrière. En février, grâce à son ascension du Jebel Hafeet le dernier jour, il est troisième du Tour des Émirats arabes unis, son premier podium sur une course par étapes du World Tour. Le mois suivant, il termine cinquième des Strade Bianche, puis neuvième de Tirreno-Adriatico. Lors du Tour du Pays basque, il s'impose au sprint lors de la troisième étape, au sein d'un petit groupe, devant Julian Alaphilippe. Il se classe finalement cinquième du général final. Il participe au Tour des Alpes et s'impose lors de la deuxième étape, de nouveau lors d'un sprint en petit groupe. Après avoir terminé deuxième de la première étape, il prend la tête de la course, qu'il conserve jusqu'au dernier jour, où il perd quarante secondes sur trois coureurs, qui le devancent finalement au classement général d'une épreuve remportée par Romain Bardet. Aligné sur le Tour d'Italie, il est troisième de la première étape en Hongrie, derrière Mathieu van der Poel et Biniam Girmay. Bilbao occupe une position parmi les dix premiers au classement général pendant toute la durée de la course, terminant finalement cinquième au classement général pour la deuxième fois en trois ans. En août, il continue sur sa lancée en terminant troisième du Tour de Pologne, puis deuxième du Tour d'Allemagne après avoir gagné une étape. En octobre, Bahrain Victorious annonce l'extension de son contrat jusqu'en fin d'année 2024.
En janvier 2023, il gagne la 3e étape du Tour Down Under en Australie, remportant un sprint à trois devant Simon Yates et Jay Vine, futur vainqueur du classement général dont il termine à la 3e place. Le coureur annonce de son côté cibler en 2023 le Tour de France dont le départ se situe à Bilbao dans le Pays basque espagnol, région d'origine de Pello Bilbao. Il gagne la dixième étape à Issoire et rend à cette occasion un hommage à Gino Mader, coureur de son équipe mort en course lors du Tour de Suisse le mois précédent. Il termine à la sixième place du classement général. Le 29 juillet 2023, lors de la Classique de Saint-Sébastien, il est le seul à pouvoir suivre Remco Evenepoel dans la dernière montée mais il est battu dans un sprint à deux par le champion du monde.
En 2024, Pello Bilbao est troisième du Tour des Émirats arabes unis puis sixième du Tour du Pays basque. Auteur de deux neuvièmes places lors de l'Amstel Gold Race puis de Liège-Bastogne-Liège, il remporte en juin la quatrième étape du Tour de Slovénie dont il termine deuxième du classement général derrière Giovanni Aleotti. Malade et distancé, il abandonne le Tour de France durant la douzième étape. En fin de saison, il se classe deuxième du Grand Prix de Montréal à 24 secondes d'un Tadej Pogačar intouchable.

## Palmarès

### Palmarès amateur
| - 2007 - Champion de Biscaye sur route juniors - 4e étape du Tour de Pampelune - 3e du Trophée Fernando Escartín - 3e de la Bizkaiko Itzulia - 3e du championnat de Biscaye du contre-la-montre juniors - 2008 - 3e du Premio Primavera juniors - 2009 - Champion de Biscaye sur route espoirs - Antzuola Saria - Mémorial Jesús Loroño | - 2010 - Champion du Pays basque sur route espoirs - San Isidro Sari Nagusia - Mémorial Sabin Foruria - Premio Ayuntamiento de Sopelana - Martin Deunaren Saria - 2e de la Subida a Gorla - 2e du Pentekostes Saria - 2e du championnat du Pays basque sur route - 2e du Dorletako Ama Saria - 2e du Premio Nuestra Señora de Oro - 2e du San Roman Saria |  |

### Palmarès professionnel
| - 2011 - 2e du Tour de Vendée - 2014 - Klasika Primavera - 3e du Circuit de Getxo - 2015 - 1re étape du Tour de Castille-et-León - 6e étape du Tour de Turquie - Classement général du Tour de Beauce - 2016 - 2e étape du Tour de Turquie - 2e du Tour de Castille-et-León - 2017 - 10e du Tour de Suisse - 2018 - 1re étape du Tour des Alpes - 6e étape du Critérium du Dauphiné - 6e du Tour d'Italie - 8e du Tour du Pays basque - 2019 - 1re étape du Tour de Murcie - 7e et 20e étapes du Tour d'Italie - 2e du championnat d'Espagne du contre-la-montre - 3e du Tour de la Communauté valencienne - 3e du Tour de Murcie - 2020 - Champion d'Espagne du contre-la-montre - 5e du Tour d'Italie - 2021 - 4e étape du Tour des Alpes - 2e du Tour des Alpes - 6e du Tour du Pays basque - 9e du Tour de France - 10e des Strade Bianche | - 2022 - 3e étape du Tour du Pays basque - 2e étape du Tour des Alpes - 4e étape du Tour d'Allemagne - 2e du Tour d'Allemagne - 3e du Tour des Émirats arabes unis - 3e du Tour de Pologne - 5e des Strade Bianche - 5e du Tour du Pays basque - 5e du Tour d'Italie - 9e de Tirreno-Adriatico - 9e du Grand Prix cycliste de Montréal - 2023 - 3e étape du Tour Down Under - 10e étape du Tour de France - 2e de la Classique de Saint-Sébastien - 3e du Tour Down Under - 3e du Grand Prix du canton d'Argovie - 4e du Tour des Émirats arabes unis - 6e du Tour de France - 7e des Strade Bianche - 2024 - 4e étape du Tour de Slovénie - 2e du Tour de Slovénie - 2e du Grand Prix cycliste de Montréal - 3e du Tour des Émirats arabes unis - 6e du Tour du Pays basque - 9e de l'Amstel Gold Race - 9e de Liège-Bastogne-Liège - 9e du Grand Prix cycliste de Québec - 2025 - 3e du Tour de la Communauté valencienne - 3e du Tour des Émirats arabes unis - 5e des Strade Bianche - 9e de Tirreno-Adriatico - 9e du Tour de Pologne |  |

### Résultats sur les grands tours

#### Tour de France
4 participations
- 2019 : 54e
- 2020 : 16e
- 2021 : 9e
- 2023 : 6e, vainqueur de la 10e étape
- 2024 : abandon (12e étape)

#### Tour d'Italie
7 participations
- 2017 : 66e
- 2018 : 6e
- 2019 : 31e, vainqueur des 7e et 20e étapes
- 2020 : 5e
- 2021 : 13e
- 2022 : 5e
- 2025 : 30e

#### Tour d'Espagne
5 participations 
- 2014 : 60e
- 2015 : 97e
- 2016 : 78e
- 2017 : 23e
- 2018 : 27e

### Classements mondiaux
| Année                                 | 2014 | 2015 | 2016 | 2017  | 2018 | 2019 | 2020 | 2021 | 2022 | 2023 | 2024 |
| ------------------------------------- | ---- | ---- | ---- | ----- | ---- | ---- | ---- | ---- | ---- | ---- | ---- |
| UCI World Tour                        |      |      | nc   | 137e  | 70e  |      |      |      |      |      |      |
| Classement mondial                    |      |      | 137e | 406e  | 108e | 120e | 56e  | 66e  | 17e  | 17e  | 47e  |
| UCI Europe Tour                       | 40e  | 137e | 46e  | 1164e | 495e | 99e  | 46e  | 55e  | 13e  | 16e  | 37e  |
| UCI America Tour                      | nc   | 49e  | nc   | nc    | nc   |      |      |      |      |      |      |
|                                       |      |      |      |       |      |      |      |      |      |      |      |
| Légende : nc = non classéSource : UCI |      |      |      |       |      |      |      |      |      |      |      |